# Il sicario (Laura Iuorio)
Il sicario  è un romanzo di fantascienza scritto da Laura Iuorio. La prima edizione è stata pubblicata nel 2001, dopo aver vinto il premio Solaria. Dopo una ristampa del 2004, il romanzo viene ripubblicato nel 2009 e accluso nell'unico volume Trilogia del sicario insieme ai due seguiti La caccia e Nel profondo.

## Trama
Sol Maio, accusato dell'omicidio della moglie Oriane, viene sottoposto ad una rivoluzionaria terapia rieducativa volta a sopprimere le inclinazioni criminali. Ma l'uomo è innocente e la terapia ha come unico risultato di trasformare il paziente proprio in quel sicario cinico e disincantato che si proponeva di curare.
In un futuro in cui l'ozonosfera si è assottigliata a tal punto da costringere le classi più agiate a rintanarsi in città sotterranee, tra intrighi governativi, regolamenti di conti tra mafiosi, gruppi rivoluzionari di ambientalisti, mostruosità tecnologiche e androidi tanto perfetti da essere più umani degli stessi uomini, Sol si muove tra un "contratto" e l'altro incontrando personaggi che forse saranno in grado di scalfire la sua corazza di dura malinconia.

## Edizioni
- Laura Iuorio, Il sicario, Fanucci, 2004,  p. 304, ISBN 88-347-1020-7.